# Џон Дикон
Џон Ричард Дикон (енгл. John Richard Deacon; Лестер, 19. август 1951) бивши је енглески рок музичар, најпознатији као басиста рок групе Queen. Џон је најмлађи члан групе Queen, а такође им се последњи придружио 1971. године, што се најчешће узима као година оснивања бенда. Компоновао је и написао неколико песама за бенд које су постале хитови, као што су: You're My Best Friend, Another One Bites the Dust и I Want to Break Free, а био је укључен и у управљање финансијама бенда.
Дикон је одрастао у Одбију, Лестер, где је свирао са локалним бендом Опозишон, пре него што се преселио у Лондон на студије електронике на Челси колеџу. Квину се придружио 1971. године на основу својих музичких и електронских вештина, посебно због ручно направљеног појачала Deacy Amp који је гитариста Брајан Меј користио како би креирао гитарске оркестре током каријере групе Квин. Почевши од трећег албума Квина, Sheer Heart Attack, па надаље, Дикон је писао барем по једну песму по албуму, а неке од њих су постале хитови. Поред свирања бас гитаре, свирао је ритам и акустичну гитару на неколико албума и повремено клавијатуре.
Након смрти Фредија Меркјурија, фронтмена групе, 1991. године, Трибјут концерта Фредија Меркјурија 20. априла 1992. године, Дикон се почео повлачити из музике и свирао је спорадично са преосталим члановима групе на још неколико догађаја касније. Са музичке сцене потпуно се повукао 1997. године, након снимања песме No-One but You (Only the Good Die Young). Одлучио је да не учествује у новом пројекту групе Queen са преостала два члана — Брајаном Мејом и Роџером Тејлором — и новим певачем Полом Роџерсом.

## Биографија

### Детињство и младост
Џон Ричард Дикон је рођен 19. августа 1951. године у Лестеру, као син Артура Хенрија и Лилијан Моли Дикон (рођене Перкинс). Његов отац је радио у осигуравајућој компанији Norwich Union и 1960. године породица се преселила у Одби. Дикон је међу пријатељима и члановима бенда био познат као 'Дикс' или 'Дики' и похађао је школу Линден у Лестеру, средње школе Гентри и гимназију Бошам у Одбију. У то време је почео да се интересује за електронику, читајући часописе о изради малих уређаја, укључујући модификацију касетофона за снимање музике директно са радија. Био је добар студент истекао 8 сертификата О нивоа и 3 А нивоа, све са најбољом оценом. Посебно је волео соул музику.

### Каријера
Дикон се придружио свом првом бенду Опозишон 1965. године, са само 14 година. Бенд је свирао кавере хитова са музичких листи, а Дикон је свирао ритмичку гитару, користећи инструмент који је купио новцем позајмљеним од оснивача групе, Ричарда Јанга. Дикон се потом следеће године пребацио на бас, када је стари басиста избачен из групе јер није побољшао своје свирање колико и остали чланови. Поред посвећеног музичара, Дикон је био и архивиста групе, узимајући исечке из новина или чак из реклама које су приказивале бенд. Четири године након тога, Дикон је одсвирао последњи концерт са бендом (који се у то време звао The Art) августа 1969. године. Потом је напустио бенд пошто је био примљен на Челси колеџ у Лондону (данас део Краљевског колеџа у Лондону), где је 1971. године дипломирао електронику. Након што је постао фан Дип парпла, присуствовао је наступу групе када су изводили Concerto for Group and Orchestra са Краљевским филхармонијским оркестром у Ројал Алберт холу тог септембра.
Иако је свој бас и појачало оставио кући у Одбију, после мање од годину дана студирања у Лондону, хтео је да се врати у музички посао, те је хтео да се придружи групи. Године 1970. Фреди Меркјури, Брајан Меј и Роџер Тејлор су већ формирали Квин. Дикон је био на њиховом наступу октобра те године, али није био импресиониран. Касније те године, он је на кратко формирао бенд под називом Диком који је имао само једно живо појављивање на колеџу Челси.
Почетком 1971. године, Дикон се преко пријатеља упознао са Тејлором и Мејом у дискотеци, а пријатељ му је рекао да су Тејлор и Меј у бенду који је управо изгубио свог басисту. Неколико дана након тога, Дикон је био на аудицији у слушаоници у Краљевском колеџу у Лондону и постао последњи примљен члан групе Квин. Дикон је био изабран због свог музичког талента, мирне нарави и својих електричарских способности. Неки тврде да је Дикон био седми басиста који се пријавио, али новији извори показују да су басисти Квина редом били: Мајк Гроз, Бари Мичел, Даг Боги и Дикон. Дикон је по први пут са Квином наступао на Колеџу за управљање некретнинама у Кенсингтону јуна те године.
На првом албуму групе Квин из 1973. године, био је кредитован као Дикон Џон (енгл. Deacon John), јер су Меркјури и Тејлор мислили да тако звучи занимљивије. На следећем албуму је тражио да се користи његово право име, што је урађено на свим албумима од Queen II из 1974. године па надаље.
Дикон је прву песму за Квин написао за трећи албум ове групе — Sheer Heart Attack из 1974. године. Он је написао Misfire, песму са карипском темом, где је свирао већину делова за гитару, а такође је учествовао и у писању песме Stone Cold Crazy заједно са остатком бенда. Такође је свирао неке водеће делове за гитару, пошто је Меј био хоспитализован због хепатитиса када је снимање албума почело. Своју другу песму написао је за своју будућу жену Веронику 1975. године. Песма носи назив You're My Best Friend, а појавила се на четвртом албуму групе A Night at the Opera и постала је међународни хит. Након тога, Дикон је писао по једну или две песме за сваки наредни албум Квина, све до албума The Miracle из 1989. и Innuendo из 1991. године, који су као ауторе песама потписали бенд као целину. Године 1980. написао је хит Another One Bites The Dust као плесну песму засновану на његовој ранијој љубави према соулу. Песма је била веома популарна на радију, како на белим, тако и на црним музичким станицама у Сједињеним Државама. Током осамдесетих година је почео да сарађује чешће са Меркјуријем, пошто су обојица желели да промене музички правац бенда.
Дикон је имао већу улогу у бендовом албуму из 1982. године под називом Hot Space. Свирао је ритам гитару на отварајућој песми Staying Power, због његовог стила који је био под утицајем соула и Motown-а, и инсистирао је да свира гитару на својој композицији Back Chat, не дозвољавајући Меју да свира било какав соло на гитари зато што се његов стил није поклапао са оним што је Дикон желео. Ово је довело до оштре свађе између њих двојице. До средине осамдесетих година двадесетог века, Дикон је почео да свира и са другим бендовима. Свирао је на синглу Picking Up Sound од Man Friday & Jive Junior, супергрупе у којој су такође свирали Скот Горем из Thin Lizzy-ја, Симон Кирке и Мик Ралф из Bad Company-ја, и Мартин Чејмберс из The Pretenders-а. Дикон је такође свирао са The Immortals-има, који су издали песму No Turning Back као саундтрек за филм Biggles: Adventures in Time. Поред тога, Дикон је свирао бас на Меркјуријевом синглу са Монсерат Кабаље How Can I Go On, а такође радио и са Елтоном Џоном и Еролом Брауном из Хот чоколета.
Дикон је сматрао да је његово писање песама за Квин било једнако важно као и његове вештине свирања. Касније је рекао „да сам само био басиста целог свог живота у бенду, не бих ни био задовољан... То сматрам само делом онога чиме се бавим”.

### Повлачење
Фронтмен Квина Фреди Меркјури преминуо је 24. новембра 1991. године од упале плућа проузроковане ХИВ вирусом, а овај догађај је веома узнемирио Дикона, што је довело до тога да он смањи своју музичку активност. Он је касније рекао: „Што се нас тиче, то је то. Нема смисла настављати. Немогуће је заменити Фредија.” Након што је наступао са Квином још три пута — на Трибјут концерту Фредија Меркјурија посвећеном ширењу свести о АИДС-у 20. априла 1992. године; добротворном концерту са Роџером Тејлором у Каудреј кући у Мидхурсту 18. октобра 1993. године; и на отварању Бежар балета у Паризу 17. јануара 1997. године, изводећи само песму The Show Must Go On са Елтоном Џоном као водећим вокалом — одлучио је да се у потпуности повуче са музичке сцене, појавивши се поново само на кратко, када се придружио бившим колегама из бенда октобра 1997. године за потребе снимања последње песме Квина No-One but You (Only the Good Die Young), која се потом нашла на албуму Queen Rocks објављеном месец дана након тога.
Дикон је наводно негативно говорио о каверу песме We Are the Champions који су Меј, Тејлор и Роби Вилијамс снимили за филм A Knight's Tale.
Дикон је остао изван очију јавности од свог повлачења из музичког света. Одлучио је да не присуствује увођењу Квина у Рокенрол кућу славних 2001. године. Такође се није придружио сарадњи са певачем Полом Роџерсом (као Квин + Пол Роџерс), где га је заменио басиста Дени Миранда. На колаборационом албуму Квин + Пол Роџерс под називом The Cosmos Rocksкоји је садржао нови материјал трија, он је био похваљен на белешкама на ЦД-у. Брајан Меј је након тога навео да је Дикон још увек укључен у пословну страну Квина, али да је одлучио да се држи подаље од јавности. Меј је такође потврдио да је Дикон одобрио снимање биографије групе под називом Боемска рапсодија (енгл. Bohemian Rhapsody), где је Дикона играо глумац Џозеф Мацело.
Године 2013, новооткривена врста вилинског коњица из рода Heteragrion из Бразила добила је име Heteragrion johndeaconi по Дикону, у част његовим музичким вештинама.
У интервјуу за часопис Ролинг стоун који се тиче предстојеће туре Квин + Адам Ламбер по Северној Америци са Адамом Ламбером, Меј и Тејлор су признали да немају много контакта са Диконом осим када је реч о финансијама, а Тејлор је изјавио да је Дикон „у потпуности повучен из било каквог друштвеног контакта”, описујући га као „помало крхког”. Меј је додао да, ипак, Дикон „и даље пази на финансије. Џон Дикон је и даље Џон Дикон. Не преузимамо ништа што се тиче финансијских ствари а да не разговарамо са њим.”

## Музички стил и опрема
Године 1973, магазин Ролинг стоун написао је да је комбинација Тејлора и Дикона „експлозивни, колосални звучни вулкан чија ерупција изазива дрхтање земље.” Дикон је поред баса свирао и гитару, преузимајући ритам делове на многим албумима, као и неколико акустичних перформанса. Неки од гитарских делова на албуму Hot Space су Диконови. Повремено је свирао синтисајзере на својим композицијама и често компоновао на клавиру, свирајући вурлицеров електрични клавир на You're My Best Friend. Такође је виђан да свира велики клавир у музичком споту за песму Spread Your Wings, иако је на оригиналном снимку песме клавир свирао Меркјури. За разлику од осталих чланова Квина, Дикон није певао на албумима групе, иако је повремено певао пратеће вокале током живих наступа.
Диконов први бас, коришћен у The Opposition, био је Еко, а касније је прешао на Рикенбакер 4001. Током већег дела каријере у Квину, користио је Fender Precision Bass, која је доживела бројне козметичке измене. Пред крај каријере групе, користио је бас рађен по наруџбини, а који је дизајнирао Роџер Гифин. Такође је користио Ernie Ball MusicMan Stingray live по потреби. Као инжењер електротехнике, Дикон је био у могућности да сам направи опрему за бенд. Његова најпознатија креација била је Deacy Amp, направљена 1972. године од делова електронске опреме коју је пронашао у отпаду, а коју су Меј и он користили током каријере Квина. Многи од такозваних „гитарских оркестара” на албумима Квина користе управо ово појачало.
Дикон је обично свој бас свирао прстима, уместо да користи плектрум. Као своје узоре наводио је Chic, Мајкла Џексона и Стивија Вондера. Његови омиљени басисти били су Крис Сквајер из рок групе Yes и Џон Ентвисл из The Who. Заштитни знак Диконовог свирања су његови прелази између акорда на дубоким тоновима. Издање часописа Sheer Heart Attack из 1975. каже "Тек је на крају иницијатива Квина препознала Диконов непогрешиви заштитни знак... најмање познати музичар Квина је један од најспособнијих из своје рок генерације."

## Приватан живот
Дикон је често био описан као тихи члан групе. Иако је остатак бенда имао осећај да је он прави басиста за њих, Дикон је једва проговарао на пробама и избегавао свађе. Живео је у Путнију у Југозападном Лондону са својом женом, са којом се венчао 18. јануара 1975. године, а са којом има шесторо деце.. Један од разлога због којих се Квин одвојио од Тридента, њене изворне менаџерске компаније, био је тај што је компанија одбила да позајми Дикону новац да стави депозит на кућу.
Према Sunday Times листи богатих из 2019. године, Диконово богатство је процењено на 130 милиона фунти, што је око 168 милиона долара.

## Дискографија
Песме Квина које је написао Дикон, а које су биле објављене као синглови:
- You're My Best Friend са албума A Night at the Opera[27]
- Spread Your Wings са албума News of the World[54]
- Another One Bites the Dust и Need Your Loving Tonight са албума The Game[27]
- Back Chat са албума Hot Space[55]
- I Want to Break Free са албума The Works[55]
- Pain Is So Close to Pleasure, Friends Will Be Friends (написана заједно са Фредијем Меркјуријем) и One Year of Love са албума A Kind of Magic[56]

Изабране песме са албума Квина:
- Misfire са албума Sheer Heart Attack[57]
- You and I са албума A Day at the Races[58]
- Who Needs You са албума News of the World[59]
- If You Can't Beat Them и In Only Seven Days са албума Jazz[60]
- Cool Cat са албума Hot Space (написана заједно са Меркјуријем)[61]
- Rain Must Fall (приписује се Квину) са албума The Miracle.[62]

Изабране соло песме:
- Jive Junior and Man Friday: "Picking Up Sounds" (7" сингл, 1983)[27]
- The Immortals: "No Turning Back" (саундтрек за Biggles: Adventures in Time) (1986)[63]